# Datasheet
Una scheda tecnica o datasheet è il documento che descrive le caratteristiche di un componente (ad esempio un componente elettronico o meccanico), un apparato (ad esempio un alimentatore o una caldaia), un software o anche un composto chimico. Il formato dei datasheet può variare molto a seconda del tipo e della complessità del componente documentato. I datasheet sono in inglese e altre lingue (raramente in italiano). Di solito le informazioni sono fornite in formato "pdf" e sono reperibili sul sito del costruttore o su siti specializzati (vedi collegamenti esterni).

## Struttura tipica dei datasheet elettronici
I datasheet si compongono generalmente di:
- Nome del costruttore
- Nome del componente
- Contenitori disponibili con immagini e descrizione dei pin (piedini) di connessione.
- Breve descrizione del componente con evidenziate le caratteristiche principali e le eventuali omologazioni RoHS, Pbfree (precedente all'omologazione RoHS), VDE, TÜV (Technischer Überwachungsverein), UL (Underwriters Laboratories), ecc.[1]
- Indicazioni sull'indice di revisione del datasheet o data dell'ultimo aggiornamento. Per componenti nuovi spesso compare la scritta Preliminary e va tenuto presente che le informazioni sul componente possono essere incomplete (in alcuni parametri talvolta compare la sigla TBD To be determined "da determinarsi", riferito ad informazioni o dettagli non ancora definiti) e che possono subire variazioni.
- Eventuali informazioni sulla struttura del componente mediante figure con blocchi funzionali o dettagli per le varie funzioni.
- Istruzioni sull'impiego del componente (ad esempio: set di istruzioni se è un microcontrollore, tabella della verità per un integrato logico). Spesso queste informazioni sono fornite in un documento a parte per la complessità o per la condivisione con più componenti.
- caratteristiche elettriche:
  - Absolute maximum ratings (o Limiting values). Sono informazioni (di temperature di immagazzinamento, operativa, di saldatura, tensioni, correnti, potenza massima dissipabile, ecc.) che, se superate, possono danneggiare in modo permanente il componente. Questo non permette di affermare che nelle condizioni indicate il componente funzioni correttamente: per questo occorre mantenersi entro vincoli più stretti indicati nelle parti successive del datasheet.
  - Caratteristiche elettriche statiche (parametrizzate spesso in base alla tensione di alimentazione e/o temperatura ambiente, ecc.)
  - Caratteristiche elettriche dinamiche (sia le caratteristiche statiche che quelle dinamiche per molti componenti come le famiglie di integrati logici sono standardizzate per i vari costruttori).
  - grafici di risposta a sollecitazioni esterne, di temporizzazione, eccetera
  - circuiti di test con cui sono state valutate le caratteristiche elettriche indicate
- Ordering information (informazioni per l'acquisto): istruzioni (codice preciso) per ordinare il componente (che può variare in base al tipo di contenitore, al range di temperatura di funzionamento scelto, al quantitativo di componenti nella confezione, ad una particolare selezione,  ecc.).
- Marking code (codice spesso semplificato per ragioni di spazio presente sul componente)
- Package mechanical data (in millimetri e/o pollici) del contenitore ("case") o dei contenitori disponibili
- Il footprint (particolarmente per componenti SMD non corrispondenti a qualche standard) le dimensioni delle piazzole di saldatura sul circuito stampato  particolarmente importanti per eventuale dissipazione di calore del circuito integrato
- Soldering information. Eventuali informazioni sulla curva di temperature da applicare in fase di saldatura senza danneggiare il componente
- Revision history: indicazione delle revisioni del datasheet (non sempre presente e solo per componenti complessi) con indicazione delle modifiche apportate
- Errata: eventuali errori presenti nelle edizioni precedenti del datasheet
- Disclaimer (dichiarazione di non responsabilità) su eventuali errori o variazioni dei dati illustrati senza preavviso
- Eventuali informazioni di Copyright

## Databook
Il termine datasheet viene inoltre utilizzato impropriamente per indicare i databook, ossia raccolte di datasheet organizzate in ordine alfabetico e raggruppando i componenti per tipo (porte logiche, transistor, diodi etc.). Famosa editrice di databook è la ECA , che caratterizza i propri manuali utilizzando una copertina giallo canarino. 
Attualmente, un metodo alternativo ampiamente usato, per il reperimento della documentazione di un componente elettronico, consiste nel prelevarla gratuitamente da uno dei tanti siti, costituiti da grandi database residenti nei server della rete internet, digitando semplicemente la sigla del componente.
Normalmente non vi sono limiti al numero di pagine visionabili, alcuni siti pongono però un limite al numero di pagine scaricabili giornalmente, ad esempio Datasheet.org pone questo limite a 50 pagine al giorno. Nella ricerca del datasheet di un componente, in particolare se si tratta di un dispositivo integrato, ci si può imbattere in molteplici documentazioni, apparentemente simili dello stesso componente proposte da più costruttori; come avviene in altri settori, innumerevoli componenti aventi una specifica sigla, ovvero identica funzione elettrica, vengono prodotti da più costruttori, ognuno dei quali documenta a suo modo il dispositivo prodotto, in ogni caso le differenze sono minime, se è allegata qualche pagina in più, queste si riferiscono ad esempi applicativi del componente, comunque sempre utili.

## Application Note
Documentazione supplementare di informazioni (letteralmente "Note applicative") sia sull'uso di un particolare componente sia di carattere più generale sull'uso di una famiglia di componenti simili.
Spesso consiste in esempi di applicazioni di un componente con schemi elettrici, informazioni e consigli sulla realizzazione ottimale del circuito stampato, Tips & Tricks (letteralmente suggerimenti e trucchi) per l'uso del componente, consigli e formule per il calcolo di componenti collegati o di carattere più generale.

Di regola la nomenclatura di queste note applicative fornite dai costruttori consiste nella sigla AN, seguita da un numero.

## PCN (Product Change Notification)
Sono informazioni specialistiche fornite dai costruttori su cambiamenti di specifiche tecniche di un componente elettronico. Spesso non alterano le specifiche elettriche e/o meccaniche del componente elettronico ma solo modifiche del processo produttivo. In altri casi possono avere rilevanza per l'utilizzatore del componente in quanto variano qualche caratteristica riportata nel datasheet.